# 村木与四郎
村木 与四郎（むらき よしろう、1924年8月15日 - 2009年10月26日）は、日本映画の美術監督。東京府出身。第9代日本映画・テレビ美術監督協会理事長。村木忍は妻。

## 生涯
1944年に千葉大学工学部建築科を卒業し、東宝撮影所の美術助手として入社、主に松山崇の助手として参加する。1951年に同僚の村木忍（旧姓は長岡）と結婚、1954年に美術監督に昇進した。1955年から1993年までの黒澤明監督作品（『デルス・ウザーラ』を除く）には欠かせない人物となる。アカデミー賞には、人生で4度、美術賞と衣装デザイン賞でノミネートされている。1999年に勲四等旭日小綬章を受けた。
2009年10月26日、心不全のため東京都内の自宅で死去。85歳没
告別式は10月31日に世田谷区砧の耕雲寺で行われた。

## 主な作品

### 美術助手作品
- 1948年 － 「醉いどれ天使」
- 1949年 － 「野良犬」
- 1952年 － 「生きる」
- 1954年 － 「七人の侍」

### 美術監督作品
- 1954年 － 「魔子恐るべし」
- 1955年 － 「生きものの記録」
- 1957年 － 「蜘蛛巣城」
- 1957年 － 「どん底」
- 1958年 － 「隠し砦の三悪人」
- 1959年 － 「上役・下役・ご同役」
- 1960年 － 「悪い奴ほどよく眠る」
- 1961年 － 「用心棒」
- 1962年 － 「椿三十郎」
- 1963年 － 「天国と地獄」
- 1965年 － 「赤ひげ」、「けものみち」
- 1967年 － 「上意討ち 拝領妻始末」
- 1970年 － 「どですかでん」
- 1970年 － 「トラ・トラ・トラ!」
- 1971年 － 「誰のために愛するか」
- 1971年 － 「激動の昭和史 沖縄決戦」
- 1973年 － 「日本沈没」
- 1980年 － 「影武者」
- 1983年 － 「小説吉田学校」
- 1985年 － 「乱」
- 1986年 － 「子象物語 地上に降りた天使」
- 1986年　－「恋する女たち」
- 1990年 － 「夢」
- 1991年 － 「八月の狂詩曲」
- 1993年 － 「まあだだよ」
- 1994年 － 「四十七人の刺客」
- 1999年 － 「雨あがる」

## 受賞歴
- 1994年 － 紫綬褒章
- 1999年 － 勲四等旭日小綬章[2]

## 文献
- 『東京の忘れもの 黒沢映画の美術監督が描いた昭和』（画集）、村木忍共著、浜野保樹編、晶文社、2002年
- 『村木与四郎の映画美術 「聞き書き」黒沢映画のデザイン』丹野達弥編、フィルムアート社、1998年